# Fallceon nikitai
Fallceon nikitai is een haft uit de familie Baetidae. De wetenschappelijke naam van de soort werd voor het eerst geldig gepubliceerd in 1994 door McCafferty & Lugo-Ortiz.
De soort komt voor in het Neotropisch gebied.